# Jiang Chunfang
 (janvier 2019).
Si vous disposez d'ouvrages ou d'articles de référence ou si vous connaissez des sites web de qualité traitant du thème abordé ici, merci de compléter l'article en donnant les références utiles à sa vérifiabilité et en les liant à la section « Notes et références ».
Pour les articles homonymes, voir Jiang.
Jiang Chunfang (chinois : 姜椿芳 ; pinyin : jiāng chūnfāng), né le 28 juillet 1912 à Changzhou, dans la province du Jiangsu, et mort le 17 décembre 1987, est un traducteur et pédagogue chinois qui fut l'un des fondateurs de l'Encyclopédie de Chine.

## Biographie
Jiang Chunfang rejoint la Ligue de la Jeunesse Communiste Chinoise en 1931 et devient un membre à part entière du Parti communiste chinois l'année suivante. Il prend alors la tête du département de propagande des comités de la Ligue de la Jeunesse à Harbin et en Mandchourie. Sous la nomination de Luo Dengxian (zh), il travaille également comme traducteur russe à l'Agence télégraphique Angleterre-Asie (chinois : 英吉利–亞細亞電報通訊社).  
En 1936, il a commencé à travailler comme traducteur pour l'Asian Motion Pictures Company (chinois : 亞洲影片公司) à Shanghai, où il traduisait les films russes. En 1938, il devient secrétaire général du sous-comité à la culture du bureau de Shanghai du Parti communiste chinois (chinois : 中共上海局文委文化總支部書記). En 1941, après avoir préalablement consulté TASS, il lance le Times Weekly (chinois : 時代周刊), un hebdomadaire pro-soviétique dont il est le rédacteur en chef. Plus tard, en 1945, il a fondé le Times Daily et est devenu président de la Times Publishing House (chinois : 時代出版社). 
En décembre 1949, juste après la création de la République Populaire de Chine, il est devenu le premier directeur de l'École Russe de Shangai (chinois : 上海俄文學校), un poste qu'il occupera jusqu'en mars 1952. Par la suite, il a occupé des fonctions de directeur des liaisons au bureau culturel de Shanghai (pour lequel il avait déjà travaillé dans les années 1930) et de directeur adjoint et consultant au bureau de compilation et de traduction du Comité central du Parti communiste chargé des œuvres de Marx, Engels, Lénine et Staline (chinois : 中共中央馬恩列斯著作編譯局).  
Pendant la révolution culturelle, il a été détenu pendant sept ans à la prison de Qincheng, avant d'être libéré en 1975.  
En 1978, il est nommé directeur général adjoint du comité de rédaction de l'Encyclopédie de Chine.  
En 1982, il a fondé l'Association des traducteurs chinois (devenu l'Association de traduction de Chine), dont il fut le président.  
Il a également été membre des comités permanents de la cinquième et de la sixième Conférence consultative politique du peuple chinois. 